# Motpart
Motpart är beteckningen på den som i ett ärende intar motsatt ställning till sökanden.
I ett förvaltningsärende är förvaltningsmyndigheten motpart till den enskilde sedan handlingarna i ärendet överlämnats till domstolen.
Med enskild avses enskild person eller bolag i motsats till myndighet.

## Jämför
Part (juridik)

## Fotnoter
1. ↑  https://lagen.nu/1996:242#P11